# Pirapemas
Pirapemas là một đô thị thuộc bang Maranhão, Brasil. Đô thị này có diện tích 688,737 km², dân số năm 2007 là 15026 người, mật độ 21,82 người/km².